# Axel Ekblom
Axel Ekblom (n. 22 martie 1893, Suedia – d. 26 iulie 1957, Borås, Älvsborg County⁠(d), Suedia) a fost un trăgător de tir ce a reprezentat Suedia, medaliat olimpic. A participat la o ediție a Jocurilor Olimpice (1924) în care a câștigat o medalie de bronz.

## Participări
Lista de mai jos prezintă principalele competiții la care a participat Axel Ekblom de-a lungul carierei.
- shooting at the 1924 Summer Olympics – men's 100 metre team running deer, double shots[*]